# Festival international de musique de Wissembourg
 (juin 2025).
Motif : WP:CAA Où sont les sources centrées sur la durée ? dans la presse nationale ou internationale ?
- Archive Wikiwix
- Bing
- Cairn
- DuckDuckGo
- E. Universalis
- Gallica
- Google
- G. Books
- G. News
- G. Scholar
- Persée
- Qwant
- (zh) Baidu
- (ru) Yandex
- (wd) trouver des œuvres sur Wikidata

| 1. | Préciser le motif de la pose du bandeau. | Précisez le motif de la pose du bandeau en utilisant la syntaxe suivante : {{admissibilité à vérifier\|date=juin 2025\|motif=remplacez ce texte par le motif}}                                                        |
| 2. | Informer les utilisateurs concernés.     | Pensez à avertir le créateur de l'article, par exemple, en insérant le code ci-dessous sur sa page de discussion : {{subst:avertissement admissibilité à vérifier\|Festival international de musique de Wissembourg}} |

 (mars 2025).
Si vous disposez d'ouvrages ou d'articles de référence ou si vous connaissez des sites web de qualité traitant du thème abordé ici, merci de compléter l'article en donnant les références utiles à sa vérifiabilité et en les liant à la section « Notes et références ».
Le Festival international de musique de Wissembourg est un festival de musique classique consacré essentiellement à la musique de chambre et au piano.
Il a lieu en la Nef de Wissembourg, au nord de l'Alsace, fin août - début septembre, sous la forme de concerts quotidiens se succédant pendant deux à trois semaines.
La première édition du Festival international de musique de Wissembourg se déroula en 2005, date de sa création par Hubert Wendel, et attire depuis plus de 4 000 mélomanes de toutes nationalités chaque année (Wissembourg se situe à la frontière franco-allemande).
Depuis l'année 2006, le festival rend à chaque édition hommage à un artiste hors du commun :
- L'organiste français Pierre Vidal en 2006
- Le chef d'orchestre allemand Wilhelm Furtwängler en 2007
- Le chef d'orchestre néerlandais Willem Mengelberg en 2008
- Le chef d'orchestre allemand Karl Munchinger en 2009
- Le peintre italien Caravaggio en 2010
- Le peintre wissembourgeois Lucien Leroy en 2011
- Le jeune pianiste-compositeur russe Nikita Mndoyants en 2012

Des artistes renommés sont régulièrement invités au Festival international de musique de Wissembourg, tels que :
- Les pianistes Finghin Collins, Nicolas Stavy, Peter Laul, Akiko Yamamoto, David Saliamonas, Julien Gernay, Dominique Merlet, Adrian Oetiker, Vyacheslav Gryaznov, Nikita Mdnoyants, Albert Cano Smit
- Les violonistes Ilya Gringolts, Pierre Fouchenneret, Liana Gourdjia et Andrej Bielow
- Les altistes Arnaud Thorette, Adam Newman
- Les violoncellistes Marc Coppey, Maja Bogdanovic, Fritjof von Gagern, Tatjana Vassiljeva, Christoph Croisé, Lev Sivkov
- Les clarinettistes Romain Guyot, Patrick Messina
- Le trio Magellan
- Le quatuor Ebène, le quatuor Atrium, le quatuor Terpsycordes, le quatuor Benaïm, le quatuor Artemis, le Quatuor Szymanowski, le Quatuor Zemlinsky, le Quatuor Gringolts, le Quatuor Raphaël, le Quatuor Novus, le Quatuor Arod

En 2024, pour la 20ème édition du festival, l'Association du Festival confie la direction artistique à Julien Gernay, pianiste concertiste, déjà présent lors des premières éditions en tant que musicien invité,.
L'identité du Festival de musique de chambre, piano et vocale a été conservée avec des programmations très variées.
Des artistes renommés en 2024:
- Le trompettiste Romain Leleu et son sextet
- Les quartuors : Arod, Fidelio, Strada
- Les trios : Argenta, Miroir
- Les pianistes: Adam Laloum, Nikita Mndoyants, Alexander Panfilov, Akiko Yamamoto, Simon Burki, Julien Gernay, Paul Montag, Vyacheslav Gryaznov, Reed Tetzloff
- Les violonistes: Liya Petrova, Déborah Nemtanu, Ryoko Yano, Nicolas Alvarez, Eugen Tzikindeleanu
- L'altiste: Violaine Despeyroux
- Les violoncellistes: Yann Levionnois, Edouard Sapey-Triomphe, Caroline Sypniewski
- Le clarinettiste Han Kim
- L 'accordéoniste Pierre Cussac
- La percussionniste Adélaide Ferrière
- La soprano Agathe Trébucq

Pour l'édition 2025, 14 concerts ont lieu à la NEF, Relais Culturel de Wissembourg et 2 concerts à l'Église Saint-Jean. Deux concerts de gala marqueront cette édition, avec la venue de la mezzo-soprano Ann Sofie von Otter & son groupe, ainsi que l'Orchestre National de Mulhouse & Pierre Fouchenneret,.